# Каш, Эркан
Эркан Каш (тур. Erkan Kaş; 10 сентября 1991 года, Никсар) — турецкий футболист, защитник.

## Клубная карьера
Эркан Каш занимался футболом в клубах «Эсенлерспор» и «Бешикташ», выступая также за резервную команду последнего. Сезоны 2010/2011 и 2011/2012 он провёл, играя на правах аренды за «Ризеспор» в Первой лиге. 
1 сентября 2012 года Эркан Каш дебютировал в турецкой Суперлиге, выйдя на замену в самой концовке гостевого поединка против «Карабюкспора». А летом следующего года он был отдан в аренду тому же «Карбюкспору» на сезон 2013/2014, а ещё через год клуб приобрёл права на него. 25 января 2015 года защитник забил свой первый гол на высшем уровне, открыв счёт в домашнем матче с «Кайсери Эрджиеспором». В 2015 году команда вылетела из Суперлиги, а Каш перешёл в другую команду лиги «Сивасспор», которая спустя год также покинула элиту турецкого футбола. В начале 2017 года Каш перешёл в клуб Суперлиги «Кайсериспор», сначала на правах аренды, а спустя полгода заключив полноценный контракт.
В августе 2018 года Эркан Каш стал футболистом «Ени Малатьяспора». 